# Abierto Tampico 2024
L'Abierto Tampico 2024 è un torneo femminile di tennis giocato sul cemento. È la 8ª edizione del torneo, facente parte della categoria WTA 125 nell'ambito del WTA Challenger Tour 2024. Si gioca al Centro Libanes Mexicano de Tampico di Tampico in Messico dal 21 al 27 ottobre 2024.

## Partecipanti al singolare

### Teste di serie
| Nazionalità | Giocatrice          | Ranking* | Testa di serie |
| ----------- | ------------------- | -------- | -------------- |
| Spagna      | Nuria Párrizas Díaz | 82       | 1              |
| Germania    | Jule Niemeier       | 83       | 2              |
| Argentina   | María Carlé         | 88       | 3              |
| Germania    | Tatjana Maria       | 94       | 4              |
|             | Anna Blinkova       | 99       | 5              |
| Spagna      | Sara Sorribes Tormo | 104      | 6              |
| Stati Uniti | Robin Montgomery    | 107      | 7              |
| Australia   | Maya Joint          | 109      | 8              |

* Ranking al 14 ottobre 2024.

### Altre partecipanti
Le seguenti giocatrici hanno ricevuto una wild card per il tabellone principale:
- Jéssica Hinojosa Gómez
- Elsa Jacquemot
- Victoria Rodríguez
- Ana Sofía Sánchez

Le seguenti giocatrici sono entrate in tabellone con il ranking protetto:
- Alina Korneeva
- Nina Stojanović

Le seguenti giocatrici sono passate dalle qualificazioni:
- Varvara Lepchenko
- Anastasija Soboljeva
- Marina Stakusic
- Sahaja Yamalapalli

## Partecipanti al doppio

### Teste di serie
| Nazione     | Giocatrice         | Nazione     | Giocatrice           | Rank1 | Seed |
| ----------- | ------------------ | ----------- | -------------------- | ----- | ---- |
| Georgia     | Oksana Kalašnikova |             | Iryna Šymanovič      | 171   | 1    |
|             | Anna Blinkova      |             | Anastasija Tichonova | 223   | 2    |
| Stati Uniti | Quinn Gleason      | Brasile     | Ingrid Martins       | 239   | 3    |
| Argentina   | María Carlé        | Paesi Bassi | Eva Vedder           | 297   | 4    |

* Ranking al 14 ottobre 2024.

### Altre partecipanti
La seguenti coppie di giocatrici hanno ricevuto una wild card per il tabellone principale:
- Jéssica Hinojosa Gómez /  Lyla Middleton

## Campionesse

### Singolare
Marina Stakusic ha sconfitto in finale  Anna Blinkova con il punteggio di 6-4, 2-6, 6-4.

### Doppio
Carmen Corley /  Rebecca Marino hanno sconfitto in finale  Alina Korneeva /  Polina Kudermetova con il punteggio di 6-3, 6-3.